# Aspasie
Pour les articles homonymes, voir Aspasie (homonymie).
Sauf précision contraire, les dates de cet article sont sous-entendues « avant l'ère commune », c'est-à-dire « avant Jésus-Christ ».
Aspasie (en grec ancien : Ἀσπασία / Aspasía) est née vers 470 av. J.-C. à Milet (ancienne cité grecque d'Ionie en Anatolie) et est décédée vers 400. Femme cultivée mais métèque d'Athènes, apparentée à Alcibiade, elle fut la compagne et peut-être l'épouse de Périclès.
Aspasie s'attira le respect de la plupart des grands hommes de son temps grâce à son érudition dans l'art oratoire et politique, tels que Périclès et Socrate,  Sophocle ou encore le sculpteur Phidias.
Elle acquit ainsi une grande influence sur la culture et la politique athénienne de son époque. Les écrits de Platon, Aristophane et Xénophon, entre autres, mentionnent son existence.
Certains historiens contemporains affirment qu'elle fut même l'épouse de Périclès, avec qui elle aurait eu un fils vers 440 AEC, Périclès le Jeune, général athénien qui fut exécuté après la bataille des Arginuses.
Après la mort de Périclès, Aspasie prend pour prostatès (« protecteur », du grec ancien : προστάτης / prostátis) le marchand Lysiclès, grand propriétaire terrien et stratège athénien, selon Eschine de Sphettos, qui affirme qu'elle est à l'origine de l'ascension politique de Lysiclès.

## Biographie

### Jeunesse et éducation
Aspasie naît dans la riche cité de Milet, en Asie mineure (dans l'actuelle province d'Aydın, en Turquie). Les sources manquent au sujet de sa famille : on sait uniquement qu'elle est la fille d'un dénommé Axiochos,.
À la suite de la découverte d'une tombe du IVe siècle mentionnant les noms d'Axiochos et d'Aspasie, l'historien Peter K. Bicknell a tenté de déterminer l'ascendance de celle-ci, et a pu la lier de parenté avec Alcibiade II de Scamonide, grand-père d'Alcibiade, qui fut ostracisé vers 460 et passa son exil à Milet.
Il affirme ainsi qu'Alcibiade II aurait épousé à Milet la fille d'un certain Axiochos, puis serait retourné à Athènes avec sa nouvelle femme et sa jeune sœur, Aspasie. Son appartenance à la famille d'Alcibiade est, selon lui, ce qui lui permit d'accéder aux hautes sphères du pouvoir et de rencontrer Périclès.
Elle dut par conséquent appartenir à un milieu très aisé, de surcroît en raison de l'excellente éducation qu'elle reçut afin de pouvoir vivre en métèque et participer à la culture athénienne. Certaines sources antiques affirment en outre qu'elle était une prisonnière devenue esclave, mais ces indications sont aujourd'hui considérées comme complètement fausses,.

### Sa vie à Athènes

#### La métèque d'Athènes
Un métèque, du grec ancien μέτοικος, métoïkos, « qui a changé de résidence », est dans la Grèce antique, un statut intermédiaire entre celui de citoyen et d'étranger, réservé à des ressortissants grecs d'autres cités.
On trouve souvent les métèques dans les métiers du commerce ou de la finance et nombreux sont également les métèques riches et cultivés. L'étranger libre et grec est exclu de la sphère politique mais il appartient à la même communauté culturelle que le citoyen.
Pour s'installer comme métoïkos à Athènes à partir du IVe siècle av. J.-C., le métèque est assujetti à une taxe spéciale, le metoikion (μετοίκιον), à hauteur de 12 drachmes pour un homme et de 6 pour une veuve. Tous les métèques ou étrangers de passage, doivent verser les ξενικά / xeniká, afin de pouvoir commercer sur l'agora d'Athènes.
En tant qu’étrangère, Aspasie n’est pas soumise aux règles astreignant les femmes athéniennes à leur devoir de gardiennes du foyer familial. Signe de son indépendance, elle paie des impôts à la cité, à l’image de n’importe quel citoyen. Elle peut ainsi participer aux débats publics qui animent la vie philosophique et politique d’Athènes, ou elle rencontre Périclès et Socrate.

#### La courtisane érudite, le procès d'intention

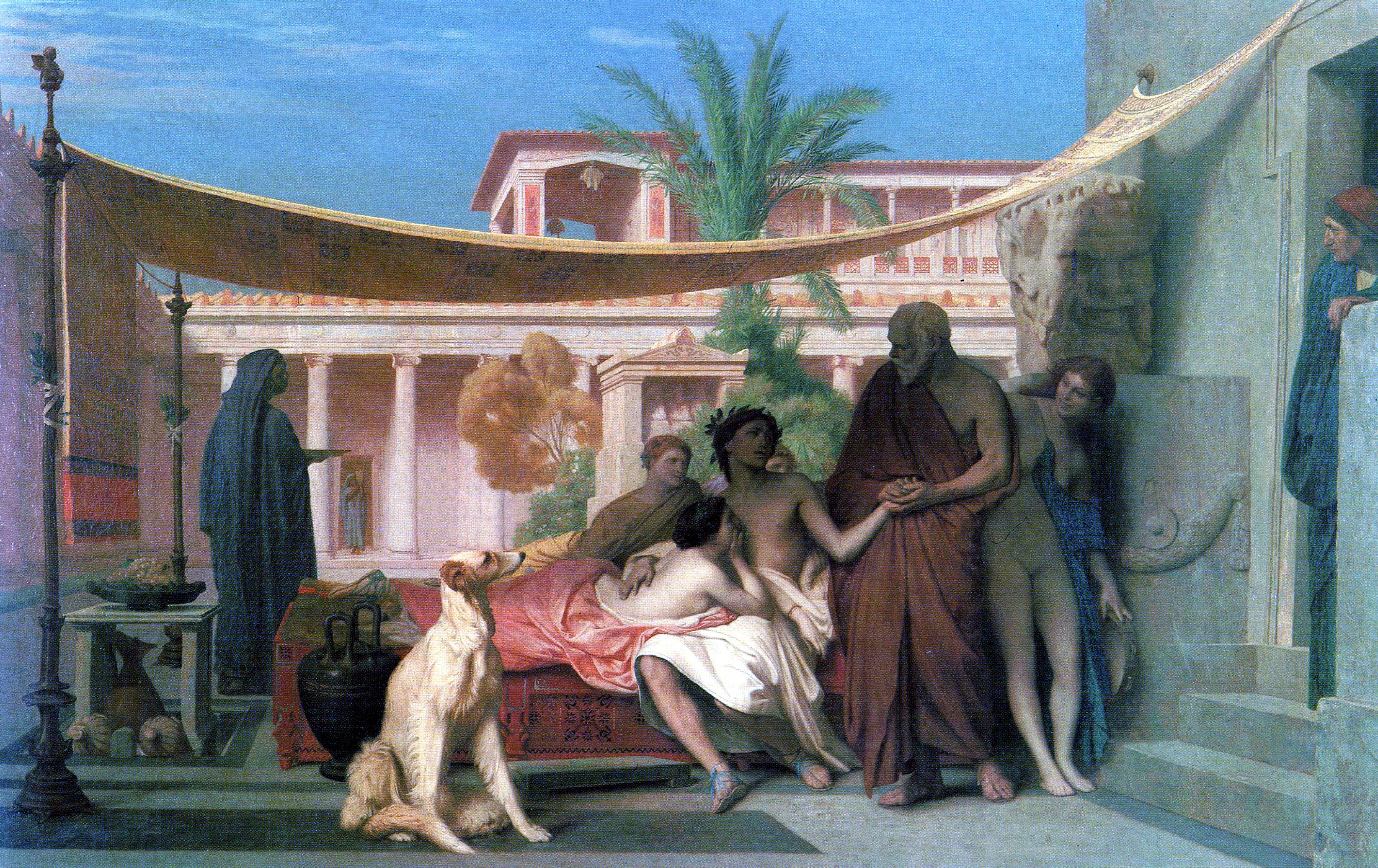
Socrate venant chercher Alcibiade chez Aspasie,
Jean-Léon Gérôme, 1861.

Si la plupart des sources tardives et leur authenticité difficile à évaluer proviennent d'adversaires politiques de Périclès ou d'auteurs comiques tel Aristophane et Hermippos ayant fait profession de railler les politiques de leur cité, présentent Aspasie comme une hétaïre, il faut considérer cette affirmation avec prudence.
En Grèce antique, le moyen le plus commode pour attaquer un adversaire riche et influent politiquement est de dénoncer ses mœurs : l'accusation de prostitution est en effet régulièrement usitée, contre le tyran Agathocle de Syracuse, par exemple.
Faire d'Aspasie une hétaïre revient donc à mettre en avant son statut de métèque parvenu et arrogant[style à revoir] : comme telle et comme femme, elle n'est pas supposée se mêler de philosophie ou de politique, disciplines exclusivement masculines. Pour l'ensemble de ces raisons, certains historiens-chercheurs remettent en cause le fait même qu'Aspasie ait été une courtisane.
Selon Aristophane, Aspasie « serait devenue hétaïre et aurait géré une maison close à son arrivée à Athènes »,. Courtisane de haut rang, recherchée autant pour ses talents intellectuels que pour ses attraits physiques, Aspasie porterait un nom professionnel : ἀσπάσια / aspásia signifiant « la bienvenue ».
Plutarque, auteur du Ier siècle, indique qu'elle tient une maison close de haut vol, formant de jeunes courtisanes au métier et attirant chez elle, grâce à sa grande culture, hommes politiques et philosophes. En comparant Aspasie à la courtisane ionienne Thargélia, « très belle, gracieuse et fort habile en même temps »,, il place donc Aspasie sous le signe de la ferveur pro-mède.
En société, Aspasie est réputée davantage pour sa conversation et les conseils qu'elle prodigue que pour sa seule beauté physique. Selon Plutarque, sa maison est peu à peu devenue l'un des centres de la vie culturelle athénienne, accueillant les hommes de science les plus éminents, tels que Socrate ; ses disciples s'y rendaient fréquemment. Il ajoute qu'en dépit de l'immoralité de sa conduite, des hommes conduisaient leurs femmes, pourtant assignées à résidence, à la demeure d'Aspasie,, : elle enseigne ainsi l'art oratoire et politique à un auditoire composé d'importantes personnalités de la cité, tels que Sophocle ou le sculpteur Phidias[réf. nécessaire].
Aspasie est reconnue comme l'une des premières femmes philosophes. Socrate se réfère à elle dans sa pratique et ses notes (prises par Platon).

#### La relation avec Périclès
Robert Flacelière en 1969, précise que Milet n'ayant pas reçu d'Athènes le droit d'épigamie, Aspasie ne put épouser Périclès et resta donc de ce fait sa pallaké, sa concubine. L'auteur précise que Périclès divorça d'avec sa femme légitime pour vivre avec Aspasie qu'il installa dans sa maison, ce que les Athéniens n'approuvèrent pas.
Les auteurs antiques divergent sur la relation qu'entretenaient Aspasie et Périclès. Selon Plutarque, La Vie de Périclès, il écrit : « lui-même prit Aspasie pour compagne et l'aima singulièrement ». Mais selon Athénée dans Le Banquet des Savants, livre cinquième, Périclès et Aspasie entretenaient une relation d'amitié : « On dit qu'Aspasie avait pris un puissant ascendant sur Périclès lui-même : elle en obtient certainement la protection et l'amitié ». Donc, d'après cette citation, Aspasie avait une influence politique selon Plutarque : « On accuse donc Périclès d'avoir fait décréter la guerre contre les Samiens dans l’intérêt des Milesiens à la prière d'Aspasie ». Ces accusations sont faites pour nuire à Périclés car on ne lui pardonnait pas d'avoir renvoyé son épouse athénienne de souche pour vivre avec une étrangère.
De plus, celle-ci en tant qu'étrangère (et peut-être aussi hétaïre), n'était pas soumise aux règles astreignant les femmes athéniennes à leur devoir de gardiennes du foyer familial : signe de son indépendance au sein de la cité, elle a eu une riche éducation et paye des impôts à la cité, tel un citoyen,. Elle peut ainsi participer aux débats publics animant la vie politique de la cité. Elle rencontre alors Périclès, dans des circonstances qui demeurent inconnues ; il s'éprend d'elle et en fait sa maîtresse vers 450. Aspasie vit avec lui après son divorce d'avec sa femme, vers 445, dans un statut marital indéterminé,.
Vers 440, Aspasie a de cette longue liaison un enfant, Périclès le Jeune, que son père fait inscrire comme citoyen, malgré ses propres lois restreignant l'octroi de la citoyenneté aux enfants de deux citoyens athéniens uniquement. Elle dut être encore relativement jeune, dans la mesure où elle put encore donner un enfant à Lysiclès, vers 428.

#### Son influence politique

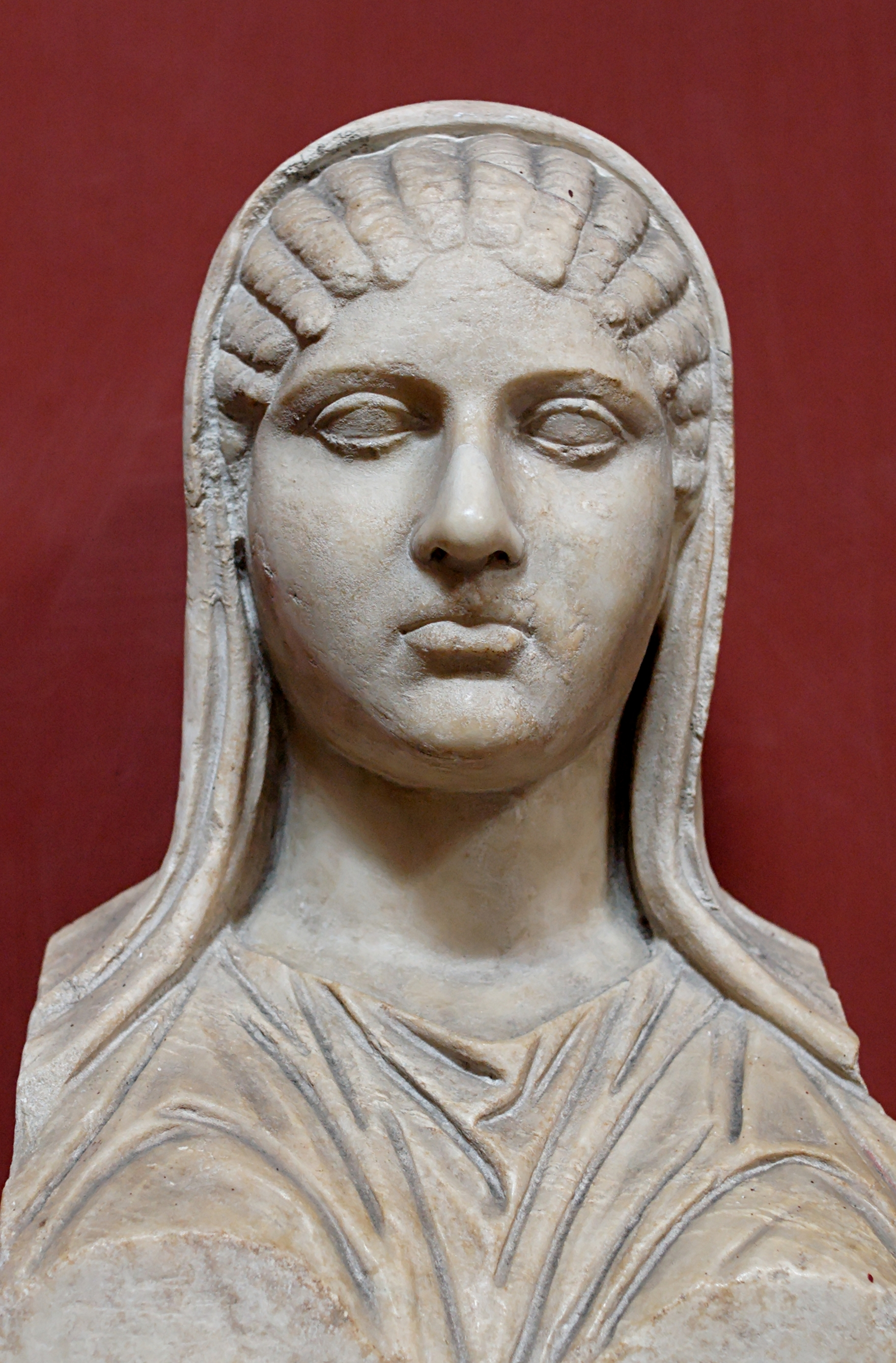
Aspasie, copie d'un original hellénistique, musée Pio-Clementino, Rome.

Quoi qu'il en soit, l'influence d'Aspasie sur Périclès est attestée à la fois par les auteurs comiques et par Platon : celui-ci, dans son Ménexène (§ 235 sq.), fait même d'elle la véritable auteur du Discours sur les morts du Péloponnèse. Son influence semble même avoir été politique : on lui attribue à l'époque la responsabilité de la guerre contre Samos, déclarée en 440 pour aider Milet, sa cité natale. Aristophane, dans ses Acharniens (v. -431) lui fait même endosser la responsabilité de la guerre du Péloponnèse :

« Mais il y a la gourgandine Simaitha : de jeunes fêtards éméchés font une virée à Mégare, et l'enlèvent. Les Mégariens prennent ça très mal, la moutarde leur monte, et ils enlèvent, en représailles, deux pensionnaires de la maison d'Aspasie. Et alors, c'est l'origine de la guerre : elle a éclaté entre tous les Grecs, à cause de trois catins. Et alors, courroux de Périclès : notre Olympien lance éclairs et tonnerres, met la Grèce en marmelade. »

Aspasie représente en effet une cible facile pour les auteurs comiques : on la surnomme Déjanire, Omphale ou Héra. Plutarque rapporte des vers de Cratinos nettement insultants à son égard :

« Et Sodomie alors enfante pour Cronos,

Cette Héra-Aspasie, la pute aux yeux de chienne. »

On l'accuse également de procurer des jeunes filles à Périclès. Sans doute en réponse à ces attaques, Plutarque insiste au contraire sur l'amour qui unit l'aristocrate à Aspasie : « chaque jour, dit-on, en quittant la maison puis en y revenant, au sortir de l'agora, il la prenait dans ses bras, en la couvrant de baisers » (XXIV, 9).
Après les premiers revers de Périclès durant la guerre, la légende dit que ses ennemis espèrent l'atteindre par le biais d'Aspasie en attaquant cette dernière pour impiété — on vise par là les conversations philosophiques qui se tiennent dans sa maison. Le poète comique Hermippos mène l'accusation et Périclès doit user de toute son influence pour la faire acquitter. Mais l’historicité de ce prétendu procès pour impiété est douteuse : selon Guy Donnay, « il ressortit davantage au répertoire de la comédie ancienne qu’à la réalité », et pourrait n’être qu’une affabulation théâtrale.
À la mort de Périclès, en 429, Aspasie fréquenta Lysiclès, que Plutarque nous décrit comme « un homme grossier par naissance et par éducation », marchand de moutons, mais, dit-il, Aspasie fit de lui « le premier homme d'Athènes ».

## Postérité

### Art contemporain
Aspasie est une des 39 convives référencées dans l'œuvre d’art contemporain The Dinner Party (1979) de Judy Chicago,.

### Littérature
Si elle est présente dans la littérature antique, Aspasie apparaît aussi dans la littérature contemporaine. Dans Les Misérables (1862), Victor Hugo la présente comme « une créature en qui se touchaient les deux extrêmes de la femme ; c'était la prostituée déesse ». Gerald Messadié la cite dans son roman historico-policier Madame Socrate (2000) : « à l'age d'or de la démocratie et des arts, […] le vice et la folie soupent tous les soirs avec le génie ; et quand Aspasie donne une fête, quels ne sont pas ses invités ! Sophocle, Phidias, Aristote, Anaxagore… ». Plus récemment, ouvrages lui ont été consacrés : Je m’appelle Aspasie de Franck Seninger et   Aspasie de Milet, égérie de Périclès de Danielle Jouanna.

### Musique
Aspasie est l'une des protagonistes de l'opéra Aspasie et Périclès (1820) de Jean-Pons-Guillaume Viennet et Joseph Daussoigne-Méhul et de l'opérette Phi-Phi (1918) d'Albert Willemetz, Fabien Sollar et Henri Christiné.

### Cinéma
Aspasie est le surnom d'une escort girl dans le film de Denys Arcand, La Chute de l'empire américain (2018).

### Jeux vidéo
Aspasie tient un rôle important dans le jeu vidéo Assassin's Creed Odyssey (2018), développé par Ubisoft.

## Galerie d'images

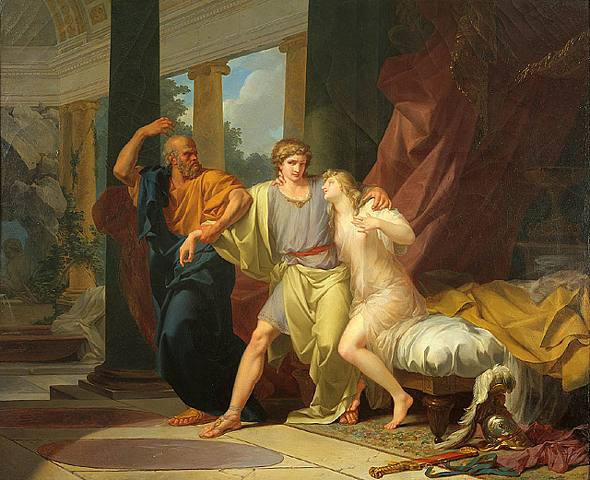
Socrate arrachant Alcibiade des bras d'Aspasie, Jean-Baptiste Regnault, 1785.
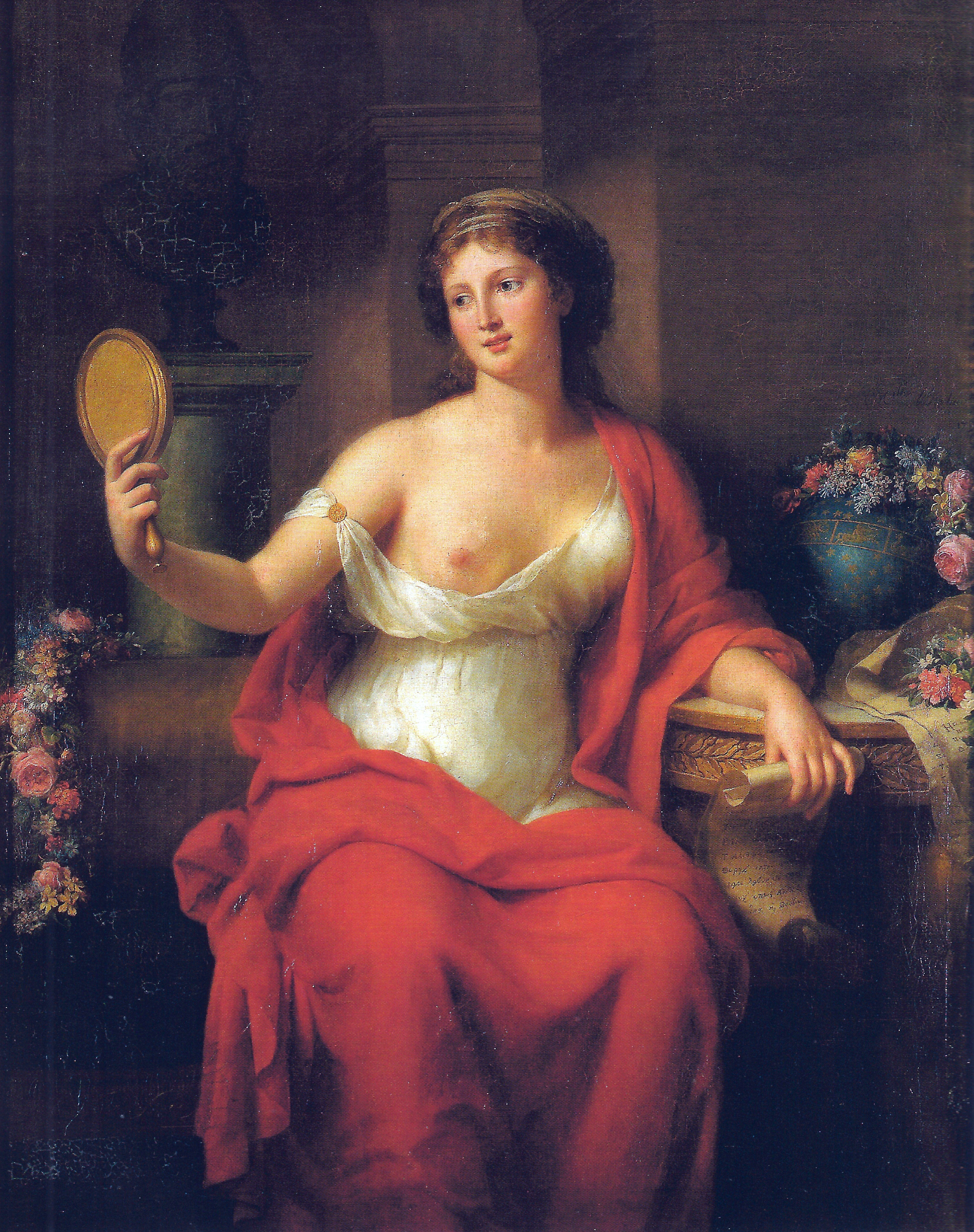
Autoportrait de Marie Bouliard posant comme Aspasia, 1794.
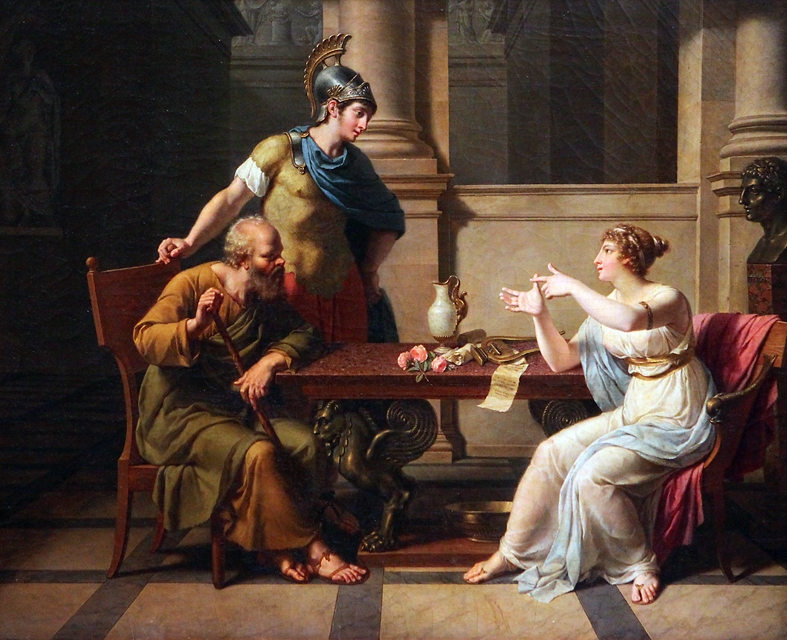
Le débat de Socrate et Aspasie, Nicolas-André Monsiau, vers 1800.